# Diócesis de Kidapawan
La diócesis de Kidapawan (en latín: Dioecesis Kidapavanensis, en inglés: Roman Catholic Diocese of Kidapawan y en cebuano: Diyosesis sa Kidapawan) es una circunscripción eclesiástica de la Iglesia católica en Filipinas. Se trata de una diócesis latina, sufragánea de la arquidiócesis de Cotabato. Desde el 23 de julio de 2016 su obispo es José Colin Mendoza Bagaforo.

## Territorio y organización
La diócesis tiene 5199 km² y extiende su jurisdicción sobre los fieles católicos de rito latino residentes en 12 municipios de la isla de Mindanao: 9 de ellos en la provincia de Cotabato , uno en la provincia de Sultán Kudarat (ambas en la región de Mindanao Central) y 2 en la antigua provincia de Maguindánao (en la región autónoma de Bangsamoro).
La sede de la diócesis se encuentra en la ciudad de Kidapawan, en donde se halla la Catedral de Nuestra Señora Medianera de todas las Gracias.
En 2019 en la diócesis existían 18 parroquias.

## Historia
La prelatura territorial de Kidapawan fue erigida el 12 de junio de 1976 con la bula Quas Venerabilis del papa Pablo VI, obteniendo el territorio de la prelatura territorial de Cotabato (hoy arquidiócesis). Originalmente era sufragánea de la arquidiócesis de Davao.
El 5 de noviembre de 1979 pasó a formar parte de la provincia eclesiástica de la arquidiócesis de Cotabato.
El 15 de noviembre de 1982 la prelatura territorial fue elevada a diócesis con la bula Cum Decessores del papa Juan Pablo II.

## Estadísticas
Según el Anuario Pontificio 2020 la diócesis tenía a fines de 2019 un total de 547 497 fieles bautizados.
| Año                                                                             | Población            | Población | Población      | Sacerdotes | Sacerdotes    | Sacerdotes    | Bautizados por sacerdote | Diáconos permanentes | Religiosos | Religiosos | Parroquias |
| Año                                                                             | Bautizados católicos | Total     | % de católicos | Total      | Clero secular | Clero regular | Bautizados por sacerdote | Diáconos permanentes | Varones    | Mujeres    | Parroquias |
| ------------------------------------------------------------------------------- | -------------------- | --------- | -------------- | ---------- | ------------- | ------------- | ------------------------ | -------------------- | ---------- | ---------- | ---------- |
| 1980                                                                            | 239 275              | 377 000   | 63.5           | 14         | 4             | 10            | 17 091                   |                      | 10         | 39         | 13         |
| 1990                                                                            | 450 000              | 497 000   | 90.5           | 27         | 11            | 16            | 16 666                   | 1                    | 22         | 29         | 15         |
| 1999                                                                            | 569 468              | 730 087   | 78.0           | 37         | 20            | 17            | 15 391                   |                      | 25         | 43         | 13         |
| 2000                                                                            | 569 468              | 730 087   | 78.0           | 34         | 23            | 11            | 16 749                   |                      | 18         | 44         | 13         |
| 2001                                                                            | 576 083              | 759 242   | 75.9           | 40         | 29            | 11            | 14 402                   |                      | 17         | 44         | 13         |
| 2002                                                                            | 411 682              | 682 585   | 60.3           | 36         | 22            | 14            | 11 435                   |                      | 21         | 46         | 13         |
| 2003                                                                            | 438 880              | 751 999   | 58.4           | 33         | 22            | 11            | 13 299                   |                      | 18         | 47         | 15         |
| 2004                                                                            | 448 491              | 768 466   | 58.4           | 33         | 23            | 10            | 13 590                   |                      | 18         | 48         | 15         |
| 2006                                                                            | 465 000              | 798 000   | 58.3           | 34         | 24            | 10            | 13 676                   |                      | 18         | 46         | 14         |
| 2013                                                                            | 475 672              | 903 000   | 52.7           | 37         | 25            | 12            | 12 856                   |                      | 16         | 49         | 17         |
| 2016                                                                            | 526 975              | 908 577   | 58.0           | 37         | 28            | 9             | 14 242                   |                      | 13         | 51         | 17         |
| 2019                                                                            | 547 497              | 948 149   | 57.7           | 36         | 26            | 10            | 15 208                   | 2                    | 29         | 54         | 18         |
| Fuente: Catholic-Hierarchy, que a su vez toma los datos del Anuario Pontificio. |                      |           |                |            |               |               |                          |                      |            |            |            |

## Episcopologio
- Federico Ocampo Escaler, S.I. † (12 de junio de 1976-23 de febrero de 1980 nombrado prelado de Ipil)
- Orlando Beltran Quevedo, O.M.I. (23 de julio de 1980-22 de marzo de 1986 nombrado arzobispo de Nueva Segovia)
- Juan de Dios Mataflorida Pueblos † (3 de febrero de 1987-27 de noviembre de 1995 nombrado obispo de Butuán)
- Romulo Geolina Valles (24 de junio de 1997-13 de noviembre de 2006 nombrado arzobispo de Zamboanga)
- Romulo Tolentino De La Cruz † (14 de mayo de 2008-15 de marzo de 2014 nombrado arzobispo de Zamboanga)
  - Sede vacante (2014-2016)
- José Colin Mendoza Bagaforo, desde el 23 de julio de 2016